# Adrián Sornoza
José Adrián Sornoza Carreño (ur. 5 sierpnia 1992 w Portoviejo) – ekwadorski lekkoatleta specjalizujący się w trójskoku, olimpijczyk.
Piąty zawodnik mistrzostw Ameryki Południowej i mistrzostw świata juniorów młodszych z 2009. W tym samym roku zdobył brąz na juniorskim czempionacie Ameryki Południowej. Rok później zdobył brązowy medal na młodzieżowych mistrzostwach kontynentu oraz zajął 9. miejsce na mistrzostwach świata juniorów w Moncton. Złoty medalista mistrzostw Ameryki Południowej juniorów z 2011. W 2012 zajął 5. miejsce na mistrzostwach ibero-amerykańskich w Barquisimeto. W tym samym roku startował na igrzyskach olimpijskich w Londynie, na których nie udało mu się awansować do finału. Medalista mistrzostw Ekwadoru.
Rekord życiowy: 16,89 (17 czerwca 2012, Quito). Sornoza jest aktualnym rekordzistą Ekwadoru kadetów w trójskoku (16,03).

## Osiągnięcia
| Rok  | Impreza                                     | Miejsce      | Lokata            | Wynik |
| ---- | ------------------------------------------- | ------------ | ----------------- | ----- |
| 2009 | Mistrzostwa Ameryki Południowej             | Lima         | 5. miejsce        | 14,90 |
| 2009 | Mistrzostwa świata juniorów młodszych       | Bressanone   | 5. miejsce        | 15,34 |
| 2009 | Mistrzostwa Ameryki Południowej juniorów    | São Paulo    | 3. miejsce        | 15,49 |
| 2009 | Igrzyska im. Simóna Bolívara                | Sucre        | 3. miejsce        | 16,03 |
| 2010 | Młodzieżowe mistrzostwa Ameryki Południowej | Medellín     | 3. miejsce        | 16,02 |
| 2010 | Mistrzostwa świata juniorów                 | Moncton      | 9. miejsce        | 15,48 |
| 2011 | Mistrzostwa Ameryki Południowej juniorów    | Medellín     | 1. miejsce        | 15,82 |
| 2012 | Mistrzostwa ibero-amerykańskie              | Barquisimeto | 5. miejsce        | 15,92 |
| 2012 | Igrzyska olimpijskie                        | Londyn       | el. – 25. miejsce | 16,04 |